# Historia de Herrera del Duque
El pueblo de Herrera del Duque, no tiene fecha concreta de fundación. Asentado en la comarca de la Siberia, su historia abarca desde la ocupación de la zona en la prehistoria con los grupos de cazadores-recolectores del Paleolítico, posteriores asentamientos neolíticos y de la Edad de los Metales hasta llegar a épocas históricas donde ha tenido continuidad hasta la actualidad.

## Prehistoria
Desde la primera presencia humana en la península ibérica el territorio ocupado por el actual término municipal de Herrera del Duque estuvo habitado. Las prácticas económicas de estos grupos se centraban en la caza y la recolección y solían habitar en las proximidades de los ríos, donde más abundante era la caza y donde se proveían de la materia prima para la fabricación de sus rudimentarias herramientas. Con el desarrollo y expansión de la agricultura y ganadería, en el período que denominamos Neolítico, se produce un cambio radical en las formas de organización social y de asentamiento. Las comunidades agrícolas tienden a la sedentarización en poblados, que en esta zona, van a situarse a las orillas de los ríos, cerca del agua y de las tierras de cultivo.
La generalización de las actividades productivas, el aumento de población fue creando más presión sobre las áreas de recursos que obligaba no solo a producir alimentos para sobrevivir sino también a defenderlos. A finales del Neolítico y comienzos del Calcolítico, los poblados comienzan a situarse preferentemente en lugares bien defendidos. El desarrollo de las actividades productivas como estrategia de consecución de recursos que se inicia en el Neolítico, y se generaliza en el período Calcolítico, a principios del tercer milenio a. C., permite una intensa colonización de la zona en paisajes idóneos para la producción agropecuaria.

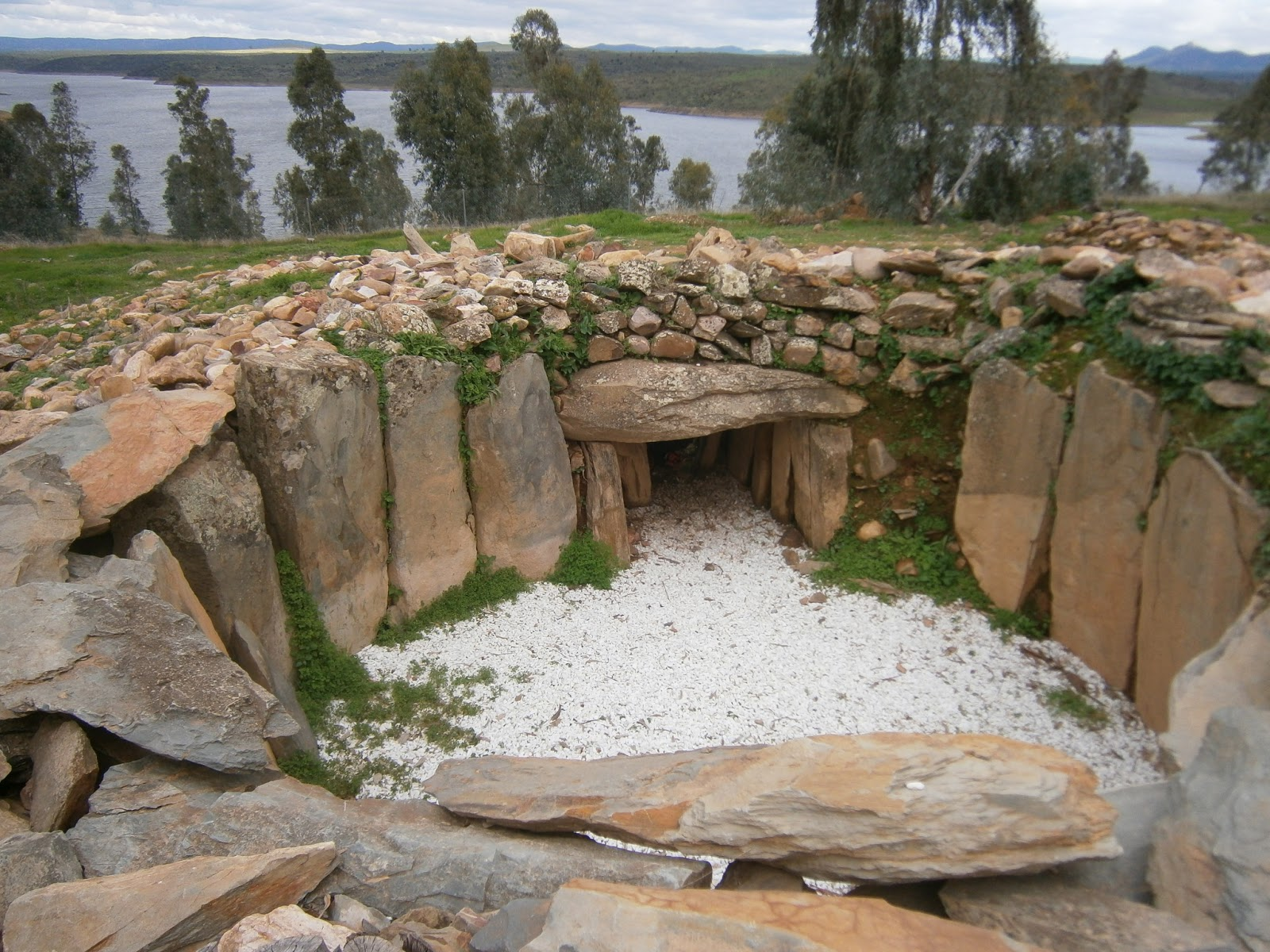
Dolmen del Cerro de la Barca

El yacimiento más antiguo en el espacio que se encuentra el término de Herrera del Duque, corresponde a las cuevas de la Panda. Estas cuevas componen una zona arqueológica situada sobre la ladera suroeste de la llamada sierra de la Panda. Las principales referencias documentales provienen de los estudios realizados por Desiderio Vaquerizo en 1988 en las que documentó dos abrigos con pinturas rupestres con una separación de 25 metros entre ambos conjuntos. La datación de este yacimiento parece moverse entre el Neolítico final y el Calcolítico inicial, aunque perduró durante todo el período Calcolítico. Los dos abrigos cuentan con vestigios pictóricos triangulares, esquemáticos y figuras humanas.
El primer poblamiento fue el Cerro de la Barca. Surgió durante la II Edad del Hierro, desde los siglos VII y VI aproximadamente. Se trata de uno de los yacimientos más importantes de toda la comarca por la calidad de los materiales recogidos, en el que aparecen decoraciones pintadas del ámbito celtibérico. Su localización se encuentra en la confluencia de los ríos Guadiana y Guadalupejo, en medio de una isla del embalse de García Sola. El hábitat es una fortificación con murallas realizadas en mampostería con torres cuadradas y rectangulares. Para este conjunto arqueológico, hay que hablar de varias fases de ocupación, destacando la parte más alta rodeada por un muro grueso hoy casi derruido. Fuera y dentro del muro, aparecen estructuras rectangulares bien marcadas de restos de viviendas e incluso restos de un pequeño foso defensivo. Se sabe que estuvo en contacto comercial con Grecia, gracias a los materiales griegos recogidos en el entorno. Fuera y alejado del poblado, se encuentra el dolmen de enterramiento del poblado, hoy restaurado.
Otro conjunto arqueológico es El Jardal. Situado en la orilla izquierda del río Guadiana, entre las localidades de Herrera del Duque y Castilblanco. El yacimiento tiene una extensión de unos 60 metros. Está compuesto por un pequeño cerro amurallado y varias tumbas de cremación que guardan parecido con las necrópolis portuguesas tanto en ritos como en ajuares. El rito funerario de estos enterramientos era la incineración secundaria. La cremación se realizaba en otro lugar y después las cenizas y restos óseos eran trasladados a las tumbas. La cronología de este yacimiento comprende entre el siglo V al siglo IV a. C. Los materiales recuperados en la excavación de este yacimiento se encuentran en el Museo Arqueológico Provincial de Badajoz.

## Edad Antigua

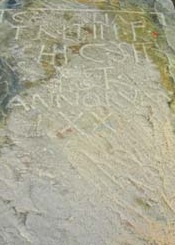
Inscripción funeraria del asentamiento de las Posadillas

La Historia Antigua  es el periodo de la historia que abarca desde el I milenio hasta el periodo de s. III d. C al s. V d. C. Esta etapa engloba a los pueblos prerromanos, las colonizaciones fenicias, griegas y púnicas hasta la conquista romana de la península ibérica. Finaliza con el declive del Imperio y la consiguiente entrada definitiva de los pueblos bárbaros.
Entre el siglo V a. C. y la llegada de Roma existen numerosos hallazgos de castros o castillones como el de Azuche, Valdigüelo y la Pretura. Estos castillones, al carecer de restos cerámicos, es difícil darles una cronología. Están situados en puntos elevados de las sierras. Suelen tener varios recintos con cabañas, ya sean rectangulares o circulares, muralla y foso.  
Otros restos recuperados de esta etapa son las estelas decoradas. Son piezas que en un principio fueron interpretadas como funerarias pero últimamente se piensan que no lo son. La pieza mejor conservada es la estela decorada de Quinterías, localizada en el paraje conocido como las Navas. La estela es un fragmento de piedra con forma rectangular, tallada sobre cuarcita de color marrón y donde aparece una figura antropomorfa, un instrumento musical, un escudo y un objeto de difícil identificación.
Con la llegada de los romanos comienza el periodo de romanización en La Siberia Extremeña. La localidad, debió pertenecer en un primer momento a la Hispania Ulterior. Posteriormente con la división provincial de Augusto, pasaría a la Bética. 
Los principales restos romanos de Herrera del Duque se han localizado a unos 5 kilómetros de la población, en el asentamiento de «Las Posadillas», en el extremo oeste de la dehesa boyal, cerca del río Guadiana y no lejos de la entrada del arroyo Pelochejo. Son muestras de epigrafía. Por ello,  se puede aventurar con cierto rigor la existencia de algún tipo de necrópolis y deducir, en consecuencia, la romanización de la localidad. Se ha documentado hasta siete epígrafes romanos, en Herrera del Duque y Peloche. Los restos mencionados lo integran losas y estelas funerarias, aras votivas y cipos.

## Edad Media

Escudo de los Sotomayor.

A principios del siglo V se consolida en el occidente europeo los pueblos germanos aprovechando la debilidad del Imperio Romano. La crisis interna del imperio y la penetración gradual de los pueblos germanos cambian el régimen político romano. Sin embargo, los pueblos germanos adoptan el sistema económico y social romano. Los suevos, vándalos y alanos en el año 409, e inmediatamente después los visigodos en el 410, se hacen con el dominio del territorio. La vida de los habitantes de la localidad poco cambió, aunque la ubicación a mitad de camino entre Toledo y Mérida hace suponer algo de influencia. De la época visigoda se conservan vestigios de un ajuar femenino, vasija y pendiente, procedentes de una tumba localizada en la zona de las Posadillas. Los escasos restos, no dan pie para aventurar más datos que los deducibles del contexto general de la época.
Herrera perteneció al territorio musulmán prácticamente desde su llegada a la península en el 711. La influencia árabe no se dejó sentir tanto en zonas rurales como en los centros urbanos. A pesar de ello, dejaron barrios enteros, restos de fincas, obras hidráulicas y un gran número de vocablos. Herrera cambió de adscripción en numerosas veces durante el periodo musulmán. Así, las tierras de Herrera cambiaron de manos entre los reinos taifas de Badajoz, Sevilla y Toledo durante el siglo XI Toda la comarca fue tierra de frontera durante el siglo XII fue lugar de paso de los ejércitos de un lado a otro hasta que toda la comarca fue reconquistada poco después de la batalla de Las Navas en 1212.
Tras la reconquista, el rey Fernando III vendió las tierras de Herrera junto con otras al concejo de Toledo en 1284. Los Montes, desde esa fecha pertenecieron a Toledo durante seis siglos. La cantidad pagada al rey fue exagerada, por lo que muchos toledanos tuvieron que vender sus vajillas y joyas para pagar la deuda. A partir del siglo XIII se delimitaron los términos de Córdoba, Trujillo, Talavera y Toledo, al cual perteneció Herrera, junto con las órdenes de Alcántara y Calatrava. Estas lindes no fueron muy estables durante este periodo y fueron origen de numerosos altercados.
En el último tercio del siglo XIII, se conceden las llamadas Cartas Puebla, para regular los problemas del poblamiento de los territorios conquistados. Las cartas eran otorgadas por el rey o señor a los habitantes o nuevos pobladores del lugar. Con estas cartas se favorecía las condiciones para la repoblación de un territorio recién conquistado como era la zona de Herrera. La primera de estas cartas que concedió, la otorgó el concejo de Toledo en 1298 a Puebla de Alcocer. En ella se le reconocían diversos privilegios de tipo fiscal, municipal, económico y de bienes y personas. Hubo hasta tres intentos de repoblación en los años 1288, 1344 y 1408. La repoblación de la comarca de los Montes tuvo dos grandes problemas: por un lado, el peligro de los golfines que eran bandoleros que aprovechaban la zona de fronteras para asaltar a las personas. Po otro, el conflicto entre la jurisdicción de Toledo y la de la Orden de Alcántara por el territorio de la comarca. Para poder acabar con estos problemas se tuvo que acudir al rey aunque también trataron de solucionarlo por cuenta propia.
Señorío de los García de Toledo
En 1302 Diego García I de Toledo administraba la Puebla. Se aprovechó de los años turbios de la minoría de edad de Alfonso XI para hacerse con este territorio. En 1324 aparece Diego García II como sucesor, que desvinculó de Puebla de Alcocer las aldeas de Herrera, Peloche, Siruela, Garbayuela y Rincón entregándoselas a Alfonso Ferrández. Esta coyuntura no duró mucho, ya que, Alfonso XI devolvió estos territorios a la ciudad de Toledo en 1332. En 1334, Alfonso XI llevó a cabo una permuta con la ciudad de Toledo entregándole una serie de territorios para obtener Puebla de Alcocer. Los términos fueron deslindados quedándose Herrera, Peloche, Alcoracejo y Casas de Don Pedro en territorio de Puebla. En cambio, Siruela Tamurejo, Fuenlabrada, Villarta y Helechosa siguieron perteneciendo a Toledo.
Los años posteriores fueron muy agitados para el nuevo señor y también para el reino de Castilla por el enfrentamiento entre Pedro I el cruel y Enrique de Trastámara. La villa de Herrera se puso de lado de don Pedro formando parte en la batalla de Alcántara con veinticinco lanceros.[cita requerida] Tras la derrota y muerte de don Pedro, Enrique II logró hacerse con la ciudad de Toledo. En 1369, accedió a devolverle los territorios que pertenecieron en otro tiempo a Toledo. Así el nuevo rey envió una carta a la villa de Herrera para que retornase a la jurisdicción de Toledo. Ya en 1441, Herrera volvió a dejar de pertenecer a Toledo definitivamente, cuando Juan II se la cedió al maestre de la Orden de Alcántara, Gutierre Sotomayor.
Señorío de los Sotomayor
Herrera estuvo bajo la autoridad del Condado del Belalcázar, señorío de los Sotomayor desde 1444. El Señorío fue creado por don Gutierre de Sotomayor, Maestre de la Orden de Alcántara, que fue donado por Juan II a don Gutierre en recompensa por su apoyo en la batalla de Olmedo contra los Infantes de Aragón. El maestre don Gutierre supo sacar provecho de la inestabilidad y luchas internas de los reinos de Castilla y Aragón para ampliar su poder político y territorial. En torno a 1452 el señorío tuvo su momento de máxima expansión, con dos sectores: el norte, con centro en Puebla de Alcocer, y el sur en Gahete (Belalcázar). El condado siguió su evolución bajo el señorío de Gutierre III en 1474 y Alfonso II en 1484. Herrera avanzó hasta consolidarse como el mayor enclave humano del norte del condado, situación que se ha prolongado hasta los tiempos actuales.
Desde el señorío se administró justicia estableciendo cargos como corregidores o alcaldes mayores. Se fortaleció su defensa construyendo y reformando los tres principales castillos del condado. Se organizó la economía constituyendo la ganadería como base de la riqueza del señorío junto con la caza, los colmenares, las rentas y los tributos. Se hicieron fundaciones de conventos, iglesias y monasterios y se estructuró la sociedad con la convivencia de mudéjares, judíos y cristianos en la villa.

## Edad Moderna

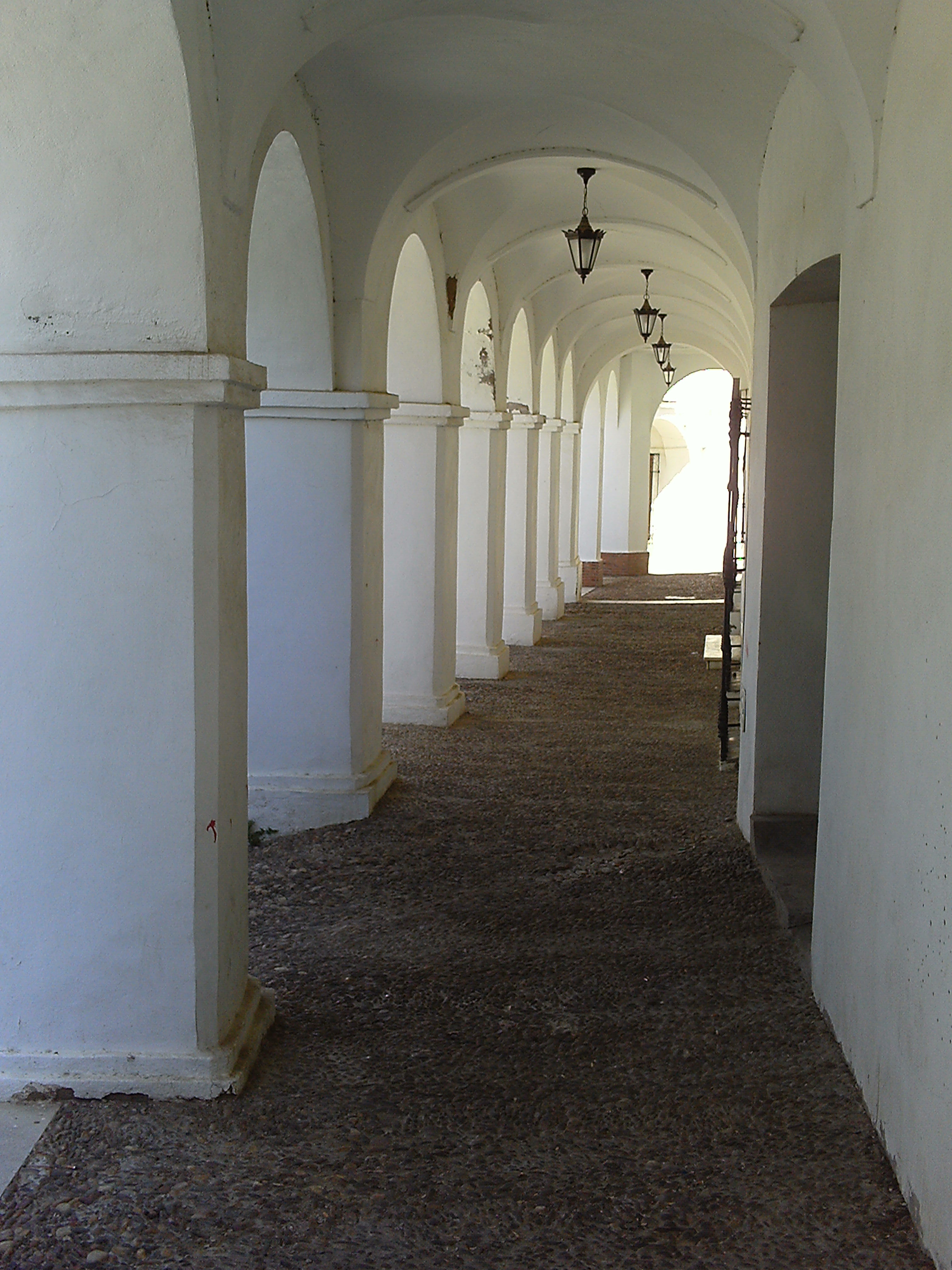
Galería porticada de la Plaza de España.

El periodo comprendido entre finales del siglo xv y finales del siglo xviii correspondería a la Edad Moderna, periodo o época que fue de suma importancia para España. Bajo la bandera de la monarquía hispánica se alcanzó la unión de diversos grupos políticos de las épocas medievales. En la época moderna florecieron notablemente la cultura y el arte hispánicos, particularmente en el siglo xvi, conocido como el siglo de Oro. Al comenzar esta etapa, el territorio de la localidad era una tierra de frontera. Con el inicio del reinado del emperador Carlos I, acaba el ciclo del condado de Belalcázar. Alfonso II de Sotomayor ingresa en un monasterio franciscano en 1518 y todas las tierras de Herrera pasan a depender de los duques de Béjar con el matrimonio entre Francisco de Sotomayor y Teresa de Stuñiga. A fines del xviii aún pertenecía Herrera al Vizcondado de Puebla de Alcocer, bajo el señorío de la casa de Benavente, Béjar, Osuna y Gandía, dueña de la jurisdicción. Posteriormente en los asuntos de la Justicia, se desligó de la Chancillería de Granada pasó a depender de la nueva Real Audiencia de Extremadura, con sede en Cáceres, desde su fundación en 1790 dentro del partido judicial de Trujillo en la Intendencia de Extremadura. Esto trajo una agilización de la justicia con pleitos más breves y menos costosos. Herrera estuvo durante algunas décadas sometidas a la división territorial de conde de Floridablanca entre 1785 hasta 1833 que llegó la división actual provincial.
Herrera del Duque pasa de ser una aldea durante la Edad Media a ser villa en un proceso claro de crecimiento. En 1578 con Felipe II la localidad no gozaba de voto en las cortes y de la villa dependían tres aldeas: Peloche, Las Navas y Quinterías. No tenía escudo de armas.
La economía de esta época era agropecuaria, con la mayor parte de las tierras en manos de la aristocracia. Los pastos de las dehesas se reservan para la Mesta siendo de gran importancia la dehesa de Cijara. La presencia de estos rebaños impidió un mayor desarrollo de la agricultura, con cultivos de subsistencia que resultaban insuficientes para la población. Herrera según los censos de cada época tuvo un fuerte crecimiento desde la reconquista hasta el xvi gracias a la prosperidad económica. En el xvii entra en crisis debido a pandemias y hambrunas que diezmaron a la población, Herrera no se recupera hasta finales del xviii. Se puede decir que la densidad demográfica fue baja con frecuentes oscilaciones siendo a veces importantes los cambios en la población. La sociedad de Herrera era muy desigual y estaba formada por una minoría privilegiada compuesta por la nobleza y el clero, y una mayoría desfavorecida compuesta por pecheros. Los moriscos tenían poco peso en la población.
Eclesiásticamente, Herrera pertenece a Toledo desde su reconquista, en el primer tercio del xiii. La parroquia contaba con ocho altares, la iglesia contaba con cinco y los demás se repartían entre Las Navas, Peloche y el Retortillo. Además la localidad contaba en estos siglos con 14 sacerdotes, 39 capellanías, obras pías y seis cofradías.

## Edad Contemporánea

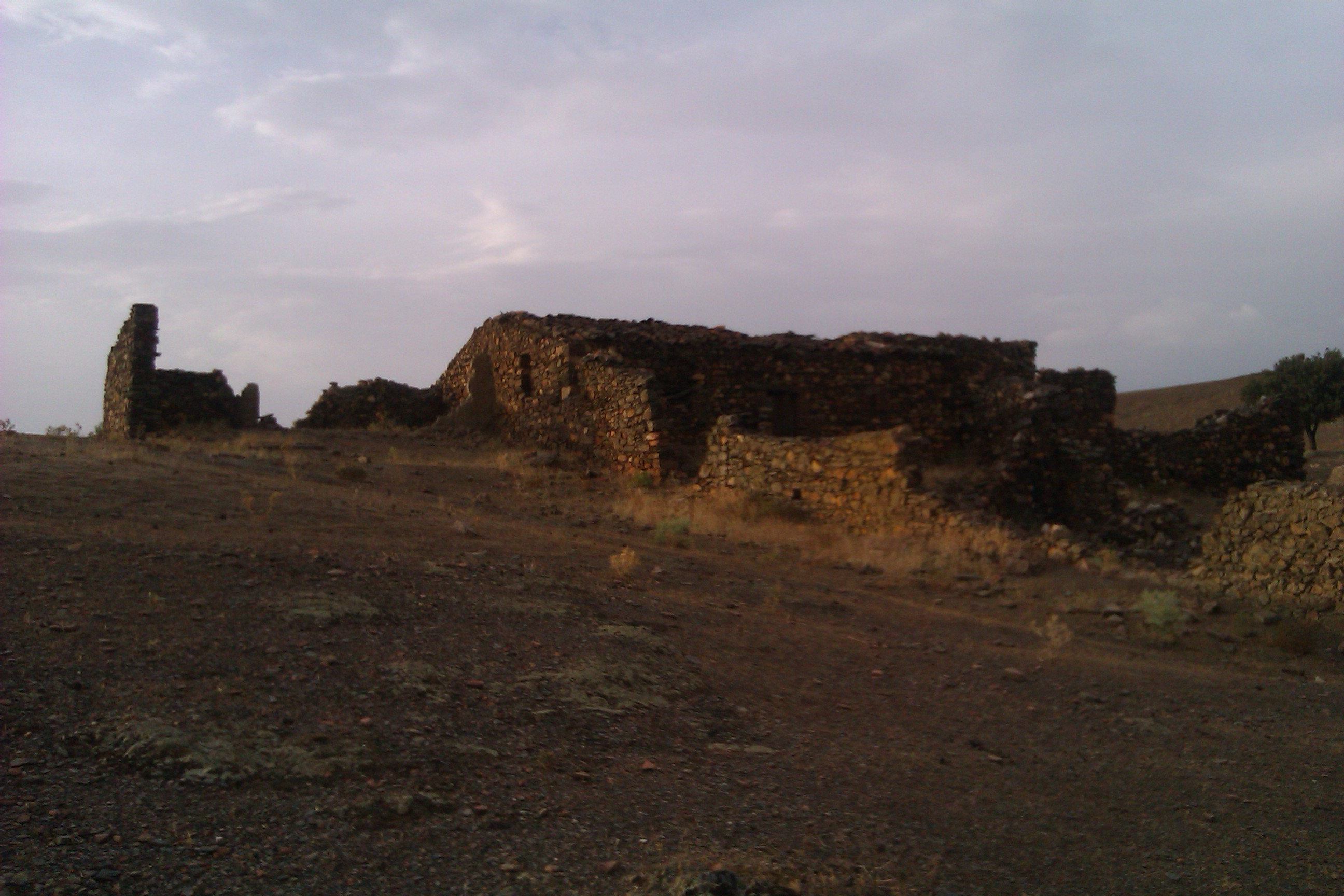
Antiguo poblado de las Navas

La Edad Contemporánea se inicia con la invasión de los franceses durante guerra de la Independencia en 1808. En este periodo, Herrera del Duque registra un nuevo periodo de convulsiones y penurias al estar situada en la encrucijada estratégica cercana a Portugal. La localidad fue saqueada por las tropas francesas y desapareció parte del tesoro de la Ermita de Consolación. La población, colaboró organizando una guerrilla de resistencia contra los franceses. En 1810, la villa contaba con un juez, un fiscal, un procurador, un alguacil y cuatro abogados, además de los componentes del Concejo. Tras el retorno de Fernando VII, se restauró la monarquía absoluta, no se abrieron las ideas liberales hasta la regencia de María Cristina de Borbón-Dos Sicilias  y el reinado de su hija Isabel II de España. El territorio de la villa quedó prácticamente configurado en el Trienio Liberal. La localidad se constituyó en municipio constitucional en  1832 y fue agregado a la provincia de Badajoz en la región de Extremadura. La división provincial se completó con la subdivisión en partidos judiciales que se llevó a cabo en 1834. Los pueblos de la comarca formaron los partidos de Herrera del Duque y Puebla de Alcocer. Los nuevos partidos judiciales eran los menos poblados de los catorce en los que se dividía la provincia de Badajoz. El partido de Herrera del Duque estaba formado por trece pueblos y poco más de quince mil habitantes; el de Puebla de Alcocer, catorce pueblos y algo menos de quince mil habitantes. Esta división en partidos judiciales se mantuvo hasta la segunda mitad del siglo xx. 

Herrera seguía siendo en el siglo xix, una villa eminentemente agrícola que empleaba en esa actividad a casi toda la población activa. Los excesivos privilegios de la Mesta y una mala coyuntura produjeron una fuerte concentración de la tierra en unas pocas manos fundamentalmente nobles e instituciones laicas y seculares. La desamortización provocó un aumento del latifundismo, pasando las abundantes y ricas tierras de los concejos y de la Iglesia a la oligarquía propietaria, que eran los únicos que tenían la solvencia económica suficiente para adquirir nuevas posesiones. A pesar de las secuelas de la guerra de la Independencia, el hambre y las epidemias, la población de Herrera siguió creciendo y en el censo de 1842 contaba con 718 hogares y 2499 vecinos.
Este crecimiento poblacional hizo que cuando el II Duque de Ahumada,  creó la Guardia Civil  en 1844, en la villa de Herrera se creó un cuartel con un jefe de línea con categoría de oficial, un comandante de puesto y seis números.
Segunda República (1931-1936)
Con la llegada de la Segunda República Española en guerra, comienza la reforma agraria se inició en el bienio izquierdista (1931-1933). La reforma agraria supuso un momentáneo alivio para cientos de familias de jornaleros. El término de Herrera tenía entre sus grandes propietarios al ayuntamiento. El 1% de los propietarios reunían el 69,4% de la renta, entre ellos la marquesa de Padierna. El último alcalde del Bienio radical - cedista, Fernando López, creó una comisión de concejales y peritos que dividieron la dehesa de Las Navas parcelándola con objeto de paliar la crisis obrera, proporcionando gratuitamente lotes para ser explotados. Este hecho, llegó a ser usual en todas las localidades poco después en el periodo del Frente Popular. El 21 de febrero de 1936, el ayuntamiento recibió un escrito del Delegado del Orden Público en el que se le comunicaba que por orden del gobernador civil quedaban suspendidos de sus cargos todos los concejales y sus alcaldes. Protestaron éstos por tal decisión, al considerarla improcedente, dado que habían sido elegidos en las elecciones municipales de mayo de 1931. El 25 del mismo mes, Isidro Moralo Muñoz, delegado del Orden Público designó componentes a vecinos para la comisión gestora y nombrando nuevo alcalde.

Guerra Civil (1936-1939)
Llegadas noticias de que fuerzas militares habían iniciado un levantamiento contra el gobierno republicano, en esta localidad, un grupo no muy numeroso para los 4500 habitantes de la época, se levantó en defensa de la República, organizando un comité revolucionario en torno a unos cuantos convecinos. El comité revolucionario elaboró una lista de personas supuestamente consideradas desafectas al Frente Popular, comenzando las primeras detenciones y encarcelamientos. Todos los detenidos fueron encarcelados y vigilados por un grupo de escopeteros. Al iniciarse las detenciones, muchas personas que pensaban que iban a ser detenidas huyeron a la sierra con el propósito de poder alcanzar la zona rebelde. Para evitarlo, se creó un equipo que salió en su búsqueda con orden de fusilarlos. Las propiedades de los encarcelados y huidos fueron asaltadas y requisadas por orden del comité. Desde el 22 de junio de 1936, la parroquia y la ermita permanecieron cerradas, sin culto. En los primeros días de septiembre, comenzó el saqueo y destrucción de los mismos. Fueron quemados en una hoguera retablos, imágenes, altares y el armonium. En estas acciones participaron prácticamente todos los milicianos. Pasadas las jornadas revolucionarias de mes de julio, el ayuntamiento comenzó a intervenir en algunos de los aspectos de la vida municipal.
Con el comienzo del otoño, el problema del paro fue en aumento. La incomunicación que existía con la capital provincial al estar ocupada por los sublevados les llevó a decidir el comienzo del disfrute de la dehesa Boyal hasta que se normalizase la situación. La nueva situación política originó un cambio en el nombre de la localidad, con el que quería expresarse simbólicamente la ruptura del pasado. Se pretendía borrar cualquier huella del derrotado mundo aristocrático. La villa pasó a denominarse Herrera del Castillo, antes del Duque. También se concedió en 1937 la independencia a la pedanía de Peloche por orden del gobernador civil. Avanzado el año 1937, el abastecimiento de la población comenzó a escasear debido al número de refugiados procedentes de Alange y Hornachos. Para buscar una solución, el gobernador civil convocó una reunión urgente con los responsables de abastos en la localidad de Castuera.
A lo largo de 1938 fueron frecuentes los cambios en la corporación y hubo problemas por la escasez y la quiebra del ayuntamiento y el no poder cobrar impuestos por falta de medios económicos. En 1939 hubo una importante ofensiva del Ejército Nacional, el ayuntamiento recibió órdenes para la construcción de refugios contra la aviación. En marzo de 1939 la situación siguió deteriorándose hasta el final de la guerra. Hay que destacar que durante la contienda Herrera del Duque contó con un aeródromo para el aterrizaje y despegue de los aviones del bando republicano. La pista de aviación conectaba con otros aeródromos como el de Don Benito, Talavera de la Reina o Toledo. Herrera del Duque al igual que casi la totalidad del partido judicial fue bando republicano hasta el final de la Guerra. Solo Casas de Don Pedro y Fuenlabrada de los Montes en 1938 y Talarrubias en marzo de 1939 fueron ocupados por las tropas franquistas. La mayoría de todos los detenidos por la represión republicana fueron asesinados en diversos kilómetros de la antigua carretera a Talavera de la Reina y en las proximidades del río Guadiana. En Herrera en total fueron 26 personas asesinadas.
Franquismo (1939-1975)
Tras la guerra, comenzó la reconstrucción en medio de la más absoluta penuria económica. Se devolvieron las tierras a sus antiguos dueños y se abolieron todas las conquistas sociales obtenidas por los trabajadores durante la República. La década de los 40 se conoció como los años del hambre, provocada por la estructura de la propiedad, las malas cosechas y el aislamiento internacional. La agricultura continuó siendo la base de la economía. Aunque se roturaron tierras, la productividad continuó siendo muy baja por la escasa mecanización. El nivel de vida fue precario sin infraestructuras, sin servicios municipales y sin asistencia sanitaria. Ante esta situación, muchos herrereños se vieron obligados a abandonar su tierra natal en el siglo xx. Un fenómeno que se vio acentuado a partir de la década de los sesenta debido al fuerte crecimiento de la población y a la imposibilidad de encontrar trabajo en la localidad. La iniciativa más importante que desarrolló el franquismo en Herrera del Duque fue sin duda el Plan Badajoz, aprobado en abril de 1952. Su objetivo era, básicamente, desarrollar la agricultura de regadío en las vegas del Guadiana. En resumen, apenas supuso la construcción de algunos embalses y la pérdida de la mayoría de las tierras en regadío.
Transición y democracia (1975-actualidad)
Hoy el panorama del pueblo es muy diferente: disfruta de una amplia autonomía política, de una sociedad de clases medias, de un desarrollo económico sostenible y de un crecimiento urbano equilibrado. Gracias a su Estatuto de Autonomía que fue aprobado por Ley Orgánica del 26 de febrero de 1983. El Estatuto es la carta magna que rige las instituciones y que señala los signos de identidad. Los
avances en las últimas décadas han sido muchos: mejora generalizada de la calidad de vida y de las infraestructuras, alfabetización de la población y extensión de un sistema sanitario de calidad. Asimismo, su economía es predominantemente terciaria.